# Tainia bicornis
Tainia bicornis är en orkidéart som först beskrevs av John Lindley, och fick sitt nu gällande namn av Heinrich Gustav Reichenbach. Tainia bicornis ingår i släktet Tainia och familjen orkidéer. Inga underarter finns listade i Catalogue of Life.